# Peter Kušnirák
| Asteroides descubiertos:                                     | Asteroides descubiertos: |     |
| ------------------------------------------------------------ | ------------------------ | --- |
| (21656) Knuth                                                | 9 de agosto de 1999      | [1] |
| (22185) Štiavnica                                            | 29 de diciembre de 2000  | [2] |
| (26401) Sobotiste                                            | 19 de noviembre de 1999  |     |
| - [1] junto con Petr Pravec - [2] junto con Ulrika Babiaková |                          |     |

Peter Kušnirák (nacido el 22 de mayo de 1974 en Piestany) es un astrónomo eslovaco. Es un prolífico descubridor de asteroides y planetas menores, como lo indica su descubrimiento en 1999 de los planetas menores (21656) Knuth y (20256) Adolfneckař, ambos localizados en la constelación de Acuario. Utiliza numerosos observatorios de la República Checa, y trabaja solo o con patrocinadores. En 1999 también descubrió el asteroide (26401) Sobotište.